# Kronogramma

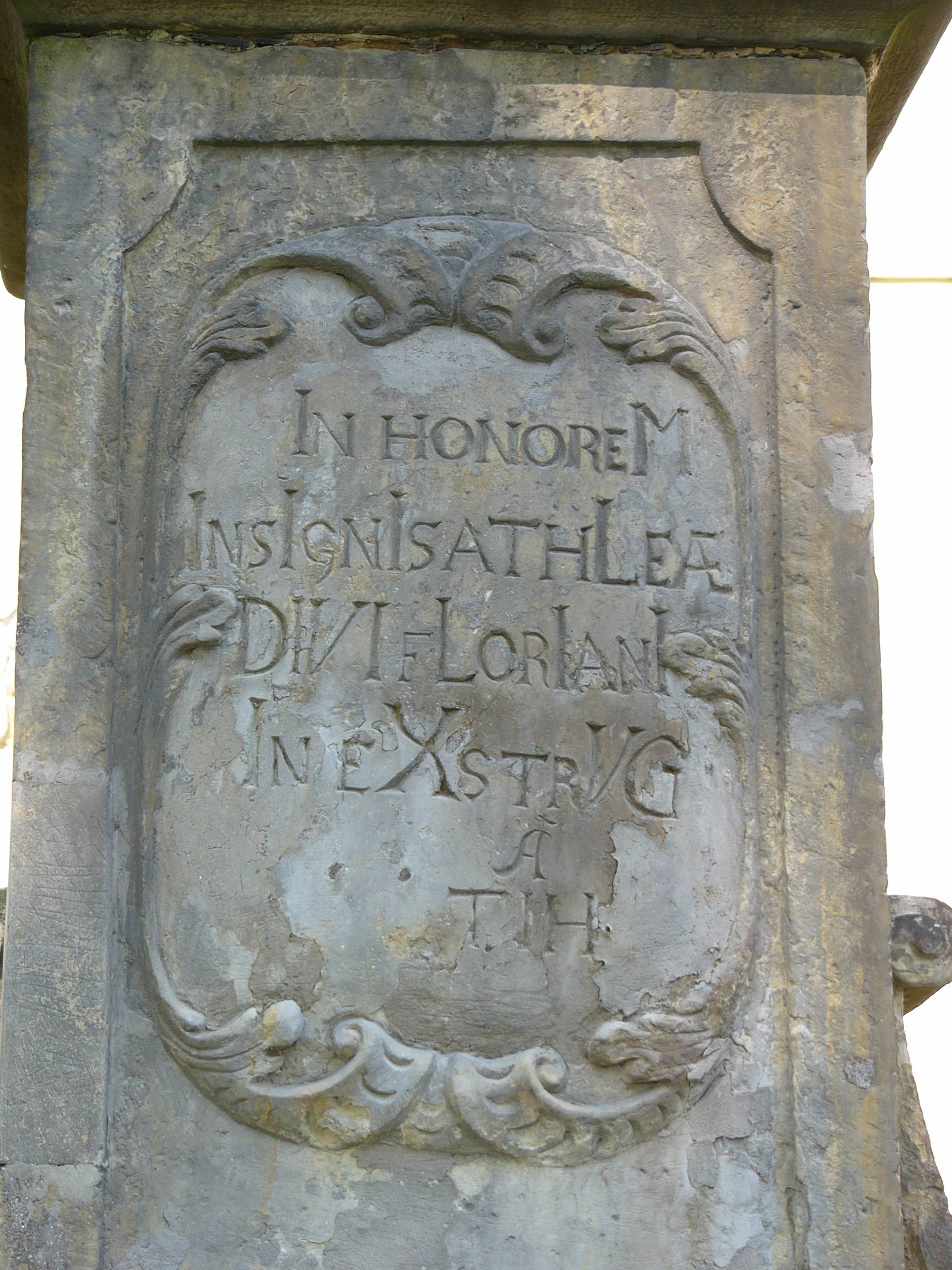
Kronogramma egy templom melletti szobron a cseh Dolany városából.
In honoreM
InsIgnIsatheLea
DIVI fLorIanI
IneXstrVg
1629

A kronogramma egy olyan – általában latin nyelven íródott – mondat vagy felirat, amelyben a római számként azonosítható betűket (I, V, X, L, C, D, M továbbá Y=II, W=VV, U=V) római számokként összeadva egy számot, általában az adott szöveg által hivatkozott vagy azzal összefüggésben lévő évszámot kapunk eredményül. A szó a görög kronosz (Κρόνος, Kronosz titán nevéből), azaz idő és a gramma, azaz betű szavak összetételéből született. Szabályos kronogrammáról akkor beszélünk, ha az évszám kiadása érdekében minden egyes olyan betűt számításba veszünk, amely megfeleltethető egy római számnak. Abban az esetben, ha nem minden római számot jelentő betűt kell figyelembe venni az évszám kiszámításához, akkor szabálytalan kronogrammáról beszélünk. Az összeadandó számot általában kiemelték, a szöveg többi részéhez képest megnagyobbították, megvastagították, kőbe vésett felirat esetén mélyebben vésve emelték ki vagy akár színezést alkalmaztak. Az olyan kronogrammát, amiben a számításba veendő betűk nincsenek kiemelve, Krypto(krono)grammának nevezik. A verses kronogrammát kronosztikonnak is nevezik.

## Története
A kronogramma a Római Birodalom kései korszakában született, ám népszerű az antik értékeket felelevenítő reneszánsz korszakban volt, különösen kedvelték a barokk korban is, sőt még a 17-18. században is alkalmazták. Gyakorta használtak kronogrammákat sírfeliratokon, egy-egy templom vagy épület alapítókövére vésve vagy különböző emlékművek talapzatán.
Később az egyszerű feliratot tovább fejlesztették, azt a kronogrammát, melyet versbe foglaltak – általában hexameterbe – kronosztichonnak vagy eteosztichonnak (évszámvers) nevezünk, és abban az esetben, ha a költemény az időmértékes verselés szabályai szabályainak megfelelő módon egy disztichont ad, ki, akkor a kronogramma egy kronodisztichon.

## Példák kronogrammákra

### Jászsági kronogrammák
A Jászság területén számos tárgyi emlék őriz kronogrammákat az 1700-as évekből, többségük főleg a Redemptio után keletkezett lévén az önmegváltás utáni nagy fellendülés következtében számos templomot, emlékművet, kápolnát, szobrot emeltek vagy építettek újjá a barokk szellemében.
Itt található a cserőhalmi kálvária keresztje, mely Jászberénytől nem messze a Nagykátára vezető út jászfelsőszentgyörgyi elágazásánál található, tartalmaz egy latin nyelvű feliratot, mely utalhat az emeltetés évére. Sajnálatos módon ebben az esetben egy olyan bizonyítékról beszélhetünk, amelyet nem lehet teljes valószínűséggel megcáfolni vagy alátámasztani, mivel a felirat eleje lekopott, továbbá a kálvária kereszt villámcsapás áldozata lett, így a szöveg elejének hiányában lehetetlen ellenőrizni a szöveg pontosságát. Ma csupán a barokk talapzat és a két oldalszó szoboralak látható, maga a kereszt a korpusszal és a harmadik szoboralakkal együtt annak a bizonyos villámcsapásnak az áldozata lett.
Szintén Jászberényben található az 1472-ben gótikus stílusban emelt ferencesek temploma, melyet a török időkben az oszmánok teljesen feldúltak, majd hajóját istállóvá, szentélyét mecsetté, sekrestyéjét pedig fürdővé alakították át. A 150 éves török uralom után elkezdődött a templom helyreállítása, a XVIII. századra barokk stílusban született ujjá, 1701-ben szentelték fel Jézus Legszentebb Neve tiszteletére. Ezeket a munkálatokat támogatta Kovács György gazdag nemesember, aki adományokkal segítette a török pusztítás utána renoválásokat. A templomban található síremléke, melyen latin nyelvű felirat méltatja a templomért tett fáradozásait. A feliratot disztichonban írták, azaz kronosztichon. A vers nem szabályos kronogramma.

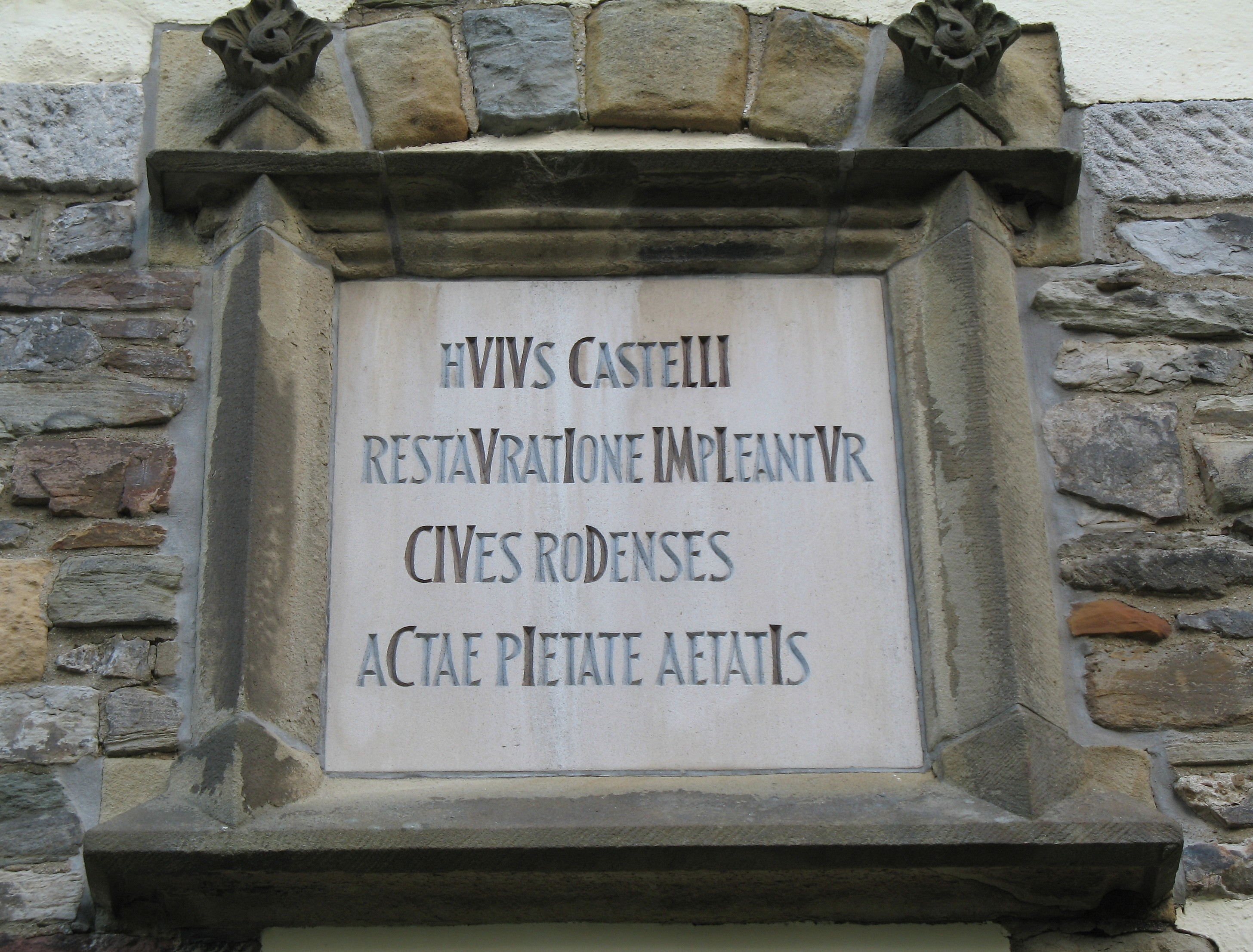
Kronogramma a német Rose várból
hVIVs CasteLLI
restaVratIone IMpLeantVr
CIVes roDenses
aCtae pIetate aetatIs
1982

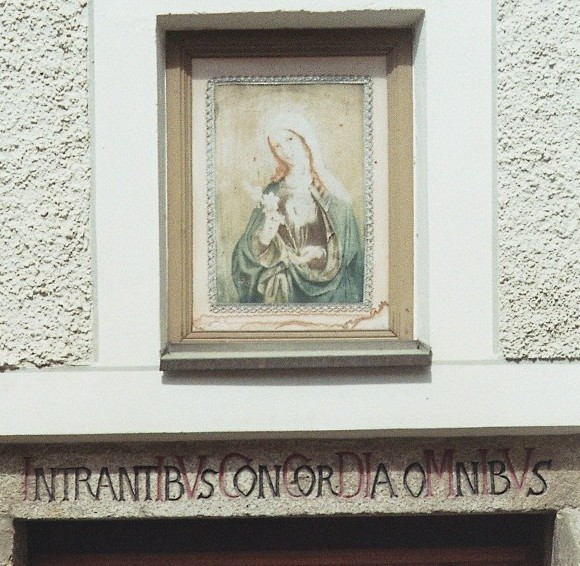
Kronogramma az olaszországi Bruneck városából:
IntrantIbVs ConCorDIa oMnIbVs
1714

| SIste VIator MoDICe, et Istos VersVs InspICe. Hic Venrda jacent mortalia mebra Georgi Kovács ast aam IESVM ostogesimus anus Qvi plenus meritis attigit octo gradus. Facta canunt: Teplum, aes, turris narrentque Minores An Confr erat? Plus, Pater ille fuit. Haerede Stirpis Teplum, IESVMque reliqvit Qvi sic decessit Stirpe perennis erit. Ergo Pr Frum, Templiq? excultor IESV Pro IESV in IESV vive qviesce tuo, VIVe, seDD eMpIreIs VIr soCIate ChorIs! | Állj meg egy kis időre, vándor, és pillants ezekre a sorokra. Itt nyugszik Kovács György Tiszteletre méltó halandó teste, De lelkét Jézus és az ég tartja magánál. Megőszülve nyolcvanadik évében Érdemelte ki Jézust, ő, aki Nyolc szakaszt ért meg érdemdúsan. Tények dicsőítik: templom, pénz, torony: Mondják el a kisebbek, testvértársuk volt-e. Több annál: Atya volt ő. Nemzetsége Örökségeként a templomot és Jézust hagyta ránk. Aki így hal meg, annak nemzetsége örökéletű lesz. Tehát, fráterek Atyja és Jézus templomának Ékesítője, Jézusért, Jézusodban élj, nyugodjál a Mennyei kórusokhoz társulva! |

A vers számos rövidítést tartalmaz a vers formájának megőrzése érdekében (pl.: aam, animam helyett) továbbá érdekessége, hogy nemcsak az első sor, hanem az utolsó sor is kiadja a nemes elhalálozásának évét, 1721-et.
Jászárokszálláson, Jász-Nagykun-Szolnok vármegye északnyugati csücskében, szintén a Jászság területén található szintén barokk stílusú plébániatemplomot 1767-ben építették, a Szentháromság tiszteletére. Ezt őrzi egy felirat a templom délkeleti szárnyának bejárata fölött:
| HONORI SANCTAE TRIADIS SENATVS CVM POPVLO = MDCCLVVVIII | A Szentháromság tiszteletére a tanács együtt a néppel. |

A felirat tiszta kronogramma, mivel minden római értéknek megfelelő betűjét felhasználva kaphatjuk az 1768-as évszámot. Ez nem egyezik a templom építésének évével, sőt a templom északnyugati oldalán található szintén tiszta kronogramma betűit összeadva pedig 1769-et kapunk.
| LARGO BONORVM FONTI DEO VNI AC TRINO ÁROKSZÁLLASSIENSES STATVERE. = MDCLLLVVVIIII | A javak bőséges forrásának, az egy és háromságos Istennek emelték az árokszállásiak. |

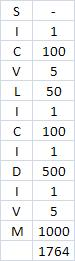
A madéfalvi vérengzés, a Siculicidium betűinek összeadása

Győri Gyula a Kronosztichonok a Jászságból című írásában foglalkozik a templom oldalán található feliratok évszámbeli eltérésével: „…Ennek oka az lehet, hogy a két díszes bejárat
nem készült el egyszerre, vagy pedig arra is gondolhatunk, hogy a későbbi évszám
esetleg az elkészült templom felszentelésének az időpontját jelöli…”.
Egyéb példák a Jászságból:
- Szent Rozália kápolna, Jászberény

SANCTVS ET DIVVS IOAN NES NEPOMVCENVS ORAT PRO NOBIS – 1728.
- Szent Rozália kápolna, Jászapáti

ROSALIA VIRGO IESVM DEPRECARE / IS VT SVOS SERVET TVTOS a PESTIFERA LVE
- Jászapáti Római katolikus templom, homlokzat

VIRGO DEIPARA / NATA REGINA TVA PIA BENIGNITATE TVERE / ISZAPATIENSES / A PESTE FAME ET BELLO QVI OPVS HOC TIBI VOVEBVNT – 1740.

### Egyéb példák Magyarországról
- Bedekovits Lőrinc Nagykunságról készült térképe alján olvasható magyar nyelven

Az nagy kVn kerVLetnek IgazI VI	/ képe kIt LeIra kVMVrI beDekoVICh LőrIntz / IngenIeVr – 1795.
- Madéfalva, a madéfalvi vérengzés emlékművének felirata, a legrövidebb kronogramma

SICVLICIDIVM = MDCCLVVIIII 1764
- Ferences templom, Barát utcai főhomlokzat

FRANCISCO ESZTERHAS CATHARINÆ THEOKEOLIANÆ / HOC PIA CONIVGIBVS VIRGO REPENDAT OPVS. / INVICTVS VIVAT FRANCISCI GRIPHVS, VT ORTAS / COLLIGAT INQVE AQVILÆ POSTERITATE ROSAS – 1677.
- Telki római katolikus templom, homlokzat

EVOLVTO FELICITER SAECVLO DIVI BENEDICTI FILII SANCTO STEPHANO APOSTOLICO VNGARIAE REGI PATRONO SVO POSVERVNT – 1802.
- Kaposváron a kórház egykori anyaépületének bejárata fölött a következő szöveg olvasható, amelyben a római számok az épület elkészültének évét, 1846-ot adják ki:

MANV PLEBIS ÆRE NOBILI CVRA CZINDERY SVRREXIT VT FORET PAVPERIBVS
- A Somogy vármegyei Kéthely Szentháromság-oszlopának különlegessége, hogy azon két kronogramma is van, amelyek azonos évszámot, 1799-et adnak ki: STATVA VNI TRINITATI ET TRINAE VNITATI PIE SACRATA KÉTHELINVM DECORAT SVPERNIS QVE GRATIIS VISITAT, illetve VRANTSITS ET MIZERA PIIS EXPENSIS ZELANTE PAROCHO ANDREA BABITS PERENNI VNIVS TRINITATIS HONORI – ITA ERECTA EXISTO.[2]

### Külföldi példák
Egy külföldi (francia) példa, a legrövidebb külföldi kronogramma
- 1709 
 Az angoloknak a franciák felett a  Malplaquet-i csatában aratott győzelmének emlékére: 
 LILICIDIVM = MDCLLVIIII 
 („Liliompusztítás“ – szójáték az akkori francia nemzeti szimbólumra Bourbon-ház jelképeiben szereplő Bourbon-liliomra utalva.)